# Campionato croato di calcio a 5 2007-2008
Il Campionato croato di calcio a 5 2006-2007 è stato il sedicesimo campionato croato di calcio a 5. Si è svolto per la terza volta con la formula dei playoff dopo il girone unico ed ha visto trionfare per la prima volta la squadra dell'Hmnk Gospić.

## Classifica finale
| Pos | Squadra                      | Pti | G  | V  | N | P  | GF  | GS  |
| --- | ---------------------------- | --- | -- | -- | - | -- | --- | --- |
| 1   | Hmnk Gospić                  | 53  | 22 | 17 | 2 | 3  | 132 | 55  |
| 2   | Brodosplit Inzinjering Split | 53  | 22 | 17 | 2 | 3  | 110 | 47  |
| 3   | MNK Inero Split              | 41  | 22 | 13 | 2 | 7  | 98  | 70  |
| 4   | MNK Mejasi Split             | 35  | 22 | 11 | 2 | 9  | 83  | 72  |
| 5   | Square Dubrovnik             | 32  | 22 | 10 | 2 | 10 | 81  | 88  |
| 6   | MNK Potpican '98             | 32  | 22 | 10 | 2 | 10 | 63  | 70  |
| 7   | Vrgorac                      | 27  | 22 | 9  | 0 | 13 | 67  | 81  |
| 8   | MNK Kijevo Knin              | 26  | 22 | 8  | 2 | 12 | 65  | 74  |
| 9   | Petrinjčica                  | 25  | 22 | 8  | 1 | 13 | 59  | 106 |
| 10  | Torcida Spalato              | 23  | 22 | 7  | 2 | 13 | 62  | 82  |
| 11  | MNK Uspinjača Zagreb         | 23  | 22 | 7  | 2 | 13 | 73  | 96  |
| 12  | MNK Orkan Zagreb             | 16  | 22 | 5  | 1 | 16 | 57  | 109 |

## Playoff

### Quarti di finale
| Squadre                        | Gara1 | Gara2 | Gara3 |
| ------------------------------ | ----- | ----- | ----- |
| Hmnk Gospic - MNK Kijevo Knin  | 4-1   | 6-2   |       |
| MNK Split - Vrgorac            | 8-2   | 4-2   |       |
| Inero Split - Square Dubrovnik | 5-2   | 11-7  |       |
| Mejasi Split - Potpican '98    | 7-3   | 3-0   |       |

### Semifinali
| Squadre                    | Gara1     | Gara2 | Gara3     |
| -------------------------- | --------- | ----- | --------- |
| MNK Split - Inero Split    | 4-3 (DTS) | 3-2   |           |
| Hmnk Gospic - Mejasi Split | 7-2       | 5-8   | 8-4 (DTS) |

### Finale
| Squadre                 | Gara1     | Gara2      | Gara3 |
| ----------------------- | --------- | ---------- | ----- |
| Hmnk Gospic - MNK Split | 9-7 (DCR) | 10-9 (DCR) |       |